# Bogomira
Bogomira je žensko osebno ime.

## Izvor imena
Ime Bogomira je ženska oblika moškega osebnega imena Bogomir.

## Različice imena
Boga, Mira in različice ime navedene pri imenih Bogdana, Bogomila.

## Pogostost imena
Po podatkih Statističnega urada Republike Slovenije je bilo na dan 31. decembra 2007 v Sloveniji število ženskih oseb z imenom Bogomira: 218.

## Osebni praznik
V koledarju je ime Bogomira uvrščeno k imenu Bogomir.